# 1,2,2,2-四氟-1,1-二氯乙烷
1,2,2,2-四氟-1,1-二氯乙烷或1,1-二氯四氟乙烷（英語：1,1-Dichlorotetrafluoroethane）是一种氯氟烃，化学式CFCl
2CF
3，美国采暖、制冷与空调工程师学会代号：CFC-114a或R114a，为四氟二氯乙烷的两种异构体之一，另一种是1,1,2,2-四氟-1,2-二氯乙烷（CFC-114）。